# Witten
Witten település Németországban, azon belül Észak-Rajna-Vesztfália tartományban. Lakosainak száma 95 724 fő (2023. december 31.). Witten Bochum, Dortmund, Hattingen, Herdecke, Sprockhövel és Wetter (Ruhr) községekkel határos.

## Népesség
A középkorban és a korai újkorban még csak pár száz ember élt Wittenben. A számos háború, éhínség miatt a lakosok száma lassan indult növekedésnek. A 19-ik században az iparosodás kezdetekor egy erős népességnövekedést élt át a város. Míg az 1808-as évben csak 1.587 ember élt a városban, addig ez a szám 1900-as évre már 33.000 fölé emelkedett.
Herbede városrész beolvadásának következtében 1975. január 1-jével  a lakosságszám meghaladta a 100.000 főt. Egyidejűleg ekkor érte a nagyvárosi státusz mellett Witten az eddigi legmagasabb lakosságszámot is 109.554 fővel.
2005. december 31-én Witten város hivatalos lakosságszáma 98.637 fő volt.
A település népessége az elmúlt években az alábbi módon változott:
| Lakosok száma | 108 771 | 96 565 | 96 563 | 95 107 | 95 897 | 95 724 |
|               | 1975    | 2017   | 2019   | 2021   | 2022   | 2023   |